# Damien Top
Damien Top (Rouen, 1963) è un tenore, musicologo e direttore d'orchestra francese.
Nato a Rouen, in Francia, si trasferisce all'età di tre anni a Lilla con la famiglia. Entrato nel conservatorio di Lilla e dopo nel Conservatoire National Supérieur de Musique de Paris, studia con Rémi Corazza, Isabelle Aboulker e Nicole Broissin. È anche il direttore artistico dell'International Albert Roussel Festival e membro dell'Istituto Musica Judaica di Barletta.

## Composizioni
Per piano solo
- Esperando el Maestro Fauré
- Boguetelle
- Toccata
- Haliotide

### Musica da camera
- Duo pour flûte et harpe
- T'Karillon van Kassel per tromba e organo (2005)
- Thème et variations, versione per organo e tromba
- Haliotide, trio per clarinetto, violoncello e pianoforte (2004)

### Musica vocale
- La rivière de Cassis (Arthur Rimbaud),
- Cher Jardin (Charlotte Thiriet),
- La petite Madeleine, chanson (anonimo),
- Deux poèmes d'Andrée Brunin, Mélodies avec flûte et piano, 1993
  1. Complainte
  2. Fille du vent
- S'Avonds als ik slapen ga (anonimo del XV secolo), 1998
- Beau Sapin (Andrée Brunin), per voce e pianoforte (o organo)
- Tombe la neige, Mélodie per soprano e violoncello (Andrée Brunin)
- Le poème du joug, per contralto (o mezzosoprano) e percussioni (Marguerite Yourcenar)
- Etiquette (Jean Yamasaki Toyama),
- La Couronne et la Lyre (7 melodie su versi di Marguerite Yourcenar), 2002
- Dickinson songs (Emily Dickinson) 2004, 
  1. Before I got my eye put out
  2. It was given to me
- Inside the kingdom of sentiment, 3 canzoni (Kathryn Klingebiel) 2006,
- Annabel Lee (Edgar Allan Poe), per basso-baritono e pianoforte, 2006,

### Musica corale
- Auprès de la fontaine (François Villon)
- Kyrie
- Stabat Mater per soprano, coro e orchestra

## Colonne sonore
- Haliotide, cortometraggio di Véronique Humbert (2004)

## Discografia
- Jules Massenet, Poème d'avril, Poème du Souvenir, Poème d'hiver, Expressions Lyriques BNL 1992
- David August von Apell, Il trionfo della musica, Naxos 2001
- Edmond de Coussemaker, Romances et chansons, RCP 2003
- Émile Goué, mélodies, Recital 2006
- Claude Guillon-Verne, mélodies, Azur 2010
- Albert Roussel, mélodies, Azur, 2010
- Émile Goué, mélodies avec quatuor, Azur 2010